# Casino Salviati
Il Casino Salviati o Borghese si trova in Borgo Pinti 80-82 a Firenze.

## Storia e descrizione
Il terreno fu acquistato dai Salviati fin dal Cinquecento, ma era destinato prevalentemente a giardino. Solo nel Seicento venne realizzata una "casa da signore" su progetto dell'architetto Gherardo Silvani, su committenza di Vincenzo Salviati, con un cantiere aperto attorno al 1653. In questo periodo vennero aggiunti anche nuovi edifici, tra cui quello per il gioco della pallacorda e il pallottolaio.
Nel 1794 il cardinale Gregorio Salviati, ultimo discendente della casata, ne passò la proprietà al principe Camillo Borghese, figlio di sua sorella Marianna.
Risale all'epoca del matrimonio tra Camillo e Paolina Bonaparte la ristrutturazione del "casino" ad opera dell'architetto Gaetano Baccani (1834) e la riconversione del giardino secondo la moda allora dominante, da giardino all'italiana a parco romantico. Del giardino, già noto per le piante rare, i gelsomini di Catalogna e l'uva zibibbo, si mantenne l'antica tradizione botanica, in particolare per la produzione di ananassi. Dai Borghese il possesso tornò successivamente a un altro ramo dei Salviati.
Alla fine degli anni sessanta una porzione del giardino fu acquisita dal Comune e tuttora, con la denominazione di Giardino del Borgo, è aperta al pubblico (ingresso al n. 76), gestita per conto del Comune dalla cooperativa sociale Gaetano Barbieri.
Per quanto riguarda il palazzo - che attualmente si propone sulla strada con un'ampia facciata di nove assi per quattro piani, l'ultimo frutto di una tarda soprelevazione - spicca l'inconsueto ingresso di forme neoclassiche (riconducibile agli interventi di Gaetano Baccani), con un pronao a quattro colonne d'ordine ionico che sorreggono un terrazzino di ben più modeste pretese, comunque arricchito da un'ancor più inconsueta ringhiera raggiata; al centro è un piccolo scudo con l'arme dei Salviati (bandato doppiomerlato d'argento e di rosso).

## Bibliografia

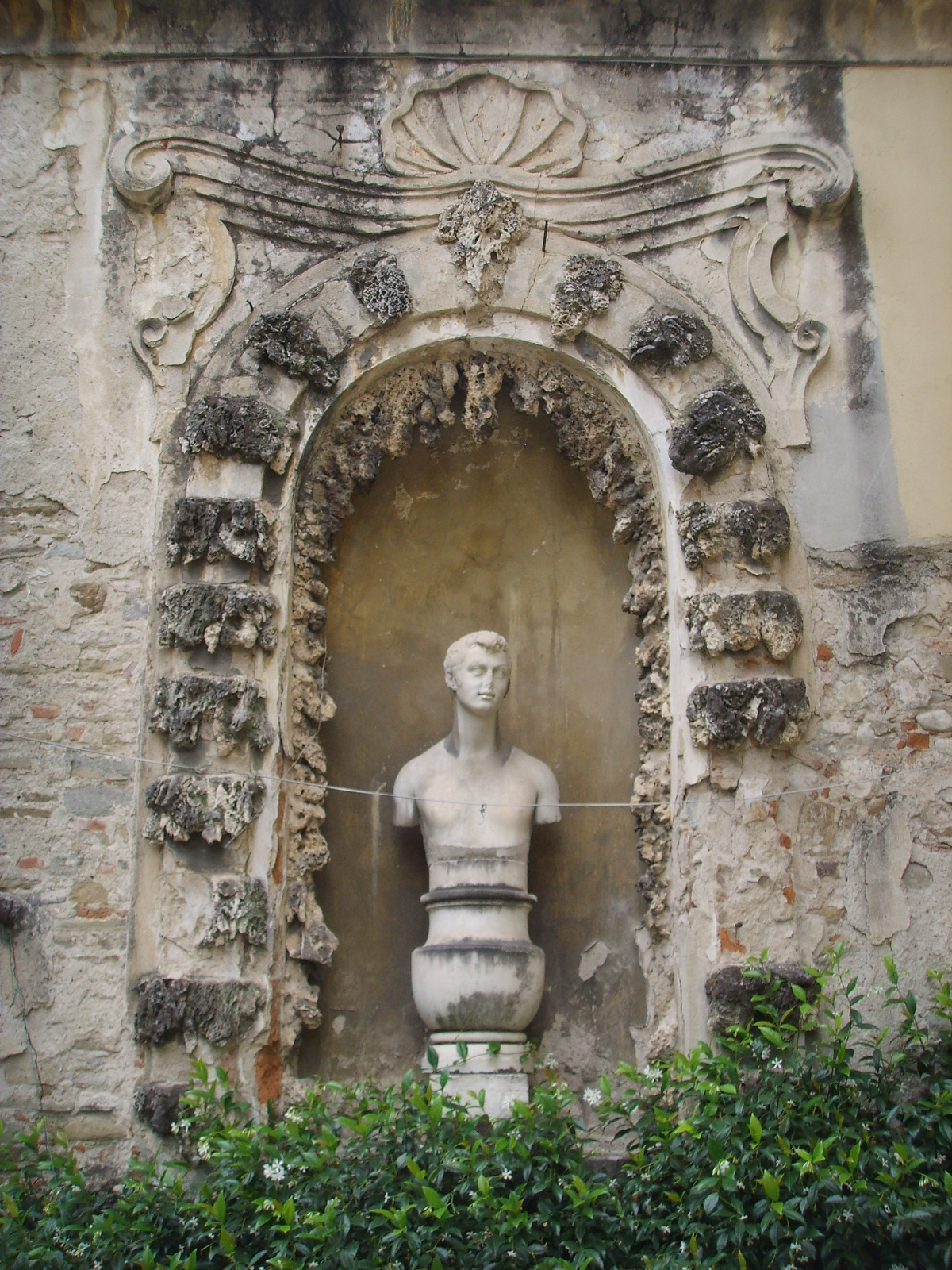
Nicchia nel giardino rimasto di pertinenza del casino